# Мужская сборная Тайваня по баскетболу 3×3
Мужская сборная Тайваня по баскетболу 3×3 представляет Тайвань на международных соревнованиях по баскетболу 3×3. Управляющим органом является Баскетбольная ассоциация Тайваня (англ. Republic of China Basketball Association, Chinese Taipei Basketball Association).
По состоянию на 16 августа 2024, мужская сборная Тайваня по баскетболу 3×3 занимает 51-е место в мировом рейтинге ФИБА мужских сборных по баскетболу 3×3.

## Результаты выступлений
| Турнир                           | Золото | Серебро | Бронза | Всего |
| -------------------------------- | ------ | ------- | ------ | ----- |
| Чемпионат мира по баскетболу 3×3 | —      | —       | —      | —     |
| Чемпионат Азии                   | —      | —       | —      | —     |
| Азиатские игры                   | 1      | 0       | 0      | 1     |
| Итого                            | 1      | 0       | 0      | 1     |

### Чемпионат мира по баскетболу 3x3
| Год            | Место          | Игры           | Победы         | Поражения      | Состав команды                                         |
| -------------- | -------------- | -------------- | -------------- | -------------- | ------------------------------------------------------ |
| 2012—2019      | не участвовали | не участвовали | не участвовали | не участвовали | не участвовали                                         |
| Антверпен 2022 | 20             | 4              | 0              | 4              | Chiang Chun, Chieh-Yu Han, Cheng-Hsun Liu, Kai-Yu Wang |
| 2023           | не участвовали | не участвовали | не участвовали | не участвовали | не участвовали                                         |

### Чемпионат Азии по баскетболу 3x3
| Год             | Место          | Игры           | Победы         | Поражения      | Состав команды                                               |
| --------------- | -------------- | -------------- | -------------- | -------------- | ------------------------------------------------------------ |
| Доха 2013       | 5              | 4              | 2              | 2              | Kuan-Chuan Chen, Wei-Ju Chien, Chu I-Tsang, Tsung-Ching Lin  |
| Улан-Батор 2017 | 6              | 3              | 1              | 2              | Yun-Hao Chu, Tseng Hsiang-Chun, Ya-Hsuan Hsieh, Han Kuo      |
| Шэньчжэнь 2018  | 9              | 2              | 0              | 2              | Chen-Ya Chang, Yu Jui Chen, Tseng Hsiang-Chun, Kuan-Hsuan Lu |
| Чанша 2019      | 8              | 3              | 1              | 2              | Yun-Hao Chu, Tsung-han Huang, Shih Hsuan Su, I Ping Wu       |
| Сингапур 2022   | 8              | 3              | 1              | 2              | Sin-Kuan Lin, Tzu-Wei Lin, Kuang-Hao Ting, Xun-Xiang Tsao    |
| Сингапур 2023   | 9              | 2              | 0              | 2              | Chiang Chun, Sin-Kuan Lin, Kuo-Lun Pu, Xiang-Ping Yu         |
| 2024            | не участвовали | не участвовали | не участвовали | не участвовали | не участвовали                                               |

### Азиатские игры
| Год           | Место | Игры | Победы | Поражения | Состав команды                                               |
| ------------- | ----- | ---- | ------ | --------- | ------------------------------------------------------------ |
| Джакарта 2018 | 7     | 5    | 3      | 2         | Chou Wei-chen, Chu Yun-hao, Chien You-che, Tseng Hsiang-chun |
| Ханчжоу 2022  | 1     | 8    | 7      | 1         | Chiang Chun, Lin Sin-kuan, Wang Jhe-yu, Yu Xiang-ping        |